# Mikael Höglund
Mikael Höglund (15 mei 1961) is een Zweedse bassist. Hij speelde onder andere bij Great King Rat en hardrock band Thunder.
Bij Thunder staat hij op de albums Behind Closed Doors (1995), Live Circuit (1995) en Their Finest Hour... And A Bit (1995).
Verder leverde hij ook bijdragen aan Audiovison, het album uit 1995 van The Calling, twee albums van Great King Rat, het gelijknamige Great King Rat en Out Of The Can, Jekyll & Hyde's Fallen Angel, Alfonzetti's Machine, Sweet Tribute's Sweet According To Sweden en het album A Tribute To Grand Funk Railroad.